# Death Stranding 2: On the Beach
Death Stranding 2: On the Beach  (デス・ストランディング2： オン・ザ・ビーチ?) è un videogioco del 2025 sviluppato da Kojima Productions pubblicato da Sony Interactive Entertainment in esclusiva su PlayStation 5.
Si tratta del secondo titolo realizzato da Kojima Productions come studio indipendente, casa di sviluppo fondata dal creatore di Metal Gear Hideo Kojima, ed è il sequel diretto di Death Stranding, pubblicato sempre in collaborazione con Sony nel 2019 su PlayStation 4.

## Trama

### Ambientazione
Death Stranding 2: On the Beach è ambientato undici mesi dopo gli eventi del primo gioco. Le Città Unite d'America (UCA) sono state collegate tramite la rete chirale e la Bridges è stata smantellata. Le consegne sono ora gestite da un sistema automatizzato chiamato APAS che utilizza robot bipedi autonomi, i quali hanno quasi completamente rimpiazzato i corrieri umani. L'estinzione di massa causata dal fenomeno del "Death Stranding" continua a influenzare negativamente il mondo. Le Creature Arenate (CA) sono diventate più potenti e sono comparse nuove varianti. Disastri naturali come i "varcosismi" e le inondazioni, aggravati dall'aumento dei livelli chirali, continuano a deformare l'ambiente e si verificano sempre più frequentemente. In Messico, l' elevata concentrazione di materia chirale ha portato alla formazione di un portale transcontinentale chiamato "geo-varco" che collega l'America con l'Australia. Banditi e briganti armati tormentano i sopravvissuti e in territorio australiano sono comparsi misteriosi nemici robotici soprannaturali.

### Storia
Sam Porter Bridges (Norman Reedus), il corriere protagonista del primo gioco, si è ritirato vicino al confine meridionale delle UCA per vivere una vita appartata con la figlia adottiva Lou. Fragile (Léa Seydoux) interrompe la loro tranquilla routine per informare Sam di aver fondato una nuova società, la Drawbridge, incaricata dalle UCA di estendere la rete chirale fino al Messico. Fragile chiede a Sam di attraversare l'ex confine tra Stati Uniti e Messico e di attivare i terminali della rete chirale predisposti dalla Bridges, alla stregua di quanto fatto negli Stati Uniti, con la promessa che sia Sam che Lou sarebbero stati graziati dalle UCA.
Sam accetta l'incarico e si mette in viaggio affidando Lou alle cure di Fragile. Dopo aver collegato tutto il Messico, Sam arriva in un laboratorio diretto dal suo vecchio amico Deadman (Guillermo del Toro) dove riceve una registrazione lasciata dallo stesso Deadman in cui questi spiega di aver scoperto nelle vicinanze un'anomalia dello spaziotempo che viene chiamata "geo-varco" e che funge da portale per l'Australia. Inoltre, Deadman aveva scoperto che, per ragioni sconosciute, a Lou era stato assegnato un numero identificativo appartenente a un Bridge Baby (BB) dismesso in precedenza e che, di conseguenza, Lou non risulta registrato nei sistemi delle UCA. Deadman rivela infine che, giunto ormai al termine della sua vita, ha deciso di recarsi sulla sua Spiaggia dopo aver scoperto di possederne anch'egli una. Sam torna quindi al suo rifugio ma scopre che questo è stato attaccato da un misterioso gruppo armato. Durante lo scontro, Lou ha perso la vita mentre Fragile è rimasta gravemente ferita nel vano tentativo di salvare la bambina.
Un mese dopo, Sam continua a tormentarsi per la morte di Lou. Fragile, nel tentativo di alleviare il suo dolore, lo invita a salire a bordo della sua nave, la DHV Magellan, per attraversare il geo-varco e collegare l'Australia alla rete chirale. Sam accetta la proposta e Lou ricompare sottoforma di CA all'interno della sua capsula BB. A bordo della nave, Sam conosce l'equipaggio di Fragile: Tarman (George Miller), il pilota della nave, Dollman (Fatih Akin), un medium la cui anima è rimasta intrappolata all'interno di un pupazzo, Charlie, il misterioso finanziatore della Drawbridge e il Presidente (Alastair Duncan), il leader dell'APAC ovvero la compagnia che controlla l'APAS. Il Presidente spiega che collegando tutta l'Australia alla rete chirale dovrebbero manifestarsi ulteriori geo-varchi, rendendo possibile il collegamento ad ulteriori continenti. Durante l'avventura altri membri si uniscono all'equipaggio della DHV Magellan: Rainy (Shioli Kutsuna), una donna incinta in grado di scatenare tempeste di "cronopioggia" quando esce all'aperto, e Heartman (Nicolas Winding Refn), un ex ricercatore della Bridges nonché vecchio alleato di Sam e Fragile.
La missione viene più volte ostacolata dal ritorno di Higgs (Troy Baker), nemesi del primo gioco, il quale è al comando di un esercito di entità meccaniche con poteri soprannaturali denominati "mecha spettri". Higgs rivela che lui e i suoi robot sono i responsabili dell'attacco al rifugio di Sam costato la vita a Lou. Inoltre, Sam viene in più occasioni risucchiato all'interno di anomalie chiamate "flussoscuri" dove si ritrova a combattere un misterioso soldato spettrale di nome Neil Vana (Luca Marinelli) che sembra avere legami con Lou. Durante il suo primo incontro con Neil, Sam recupera una bara-crisalide contenente una ragazza priva di ricordi che Fragile decide di chiamare Tomorrow (Elle Fanning). Dopo diversi scontri, Sam riesce a sconfiggere Neil definitivamente, il quale gli consegna un dispositivo di memoria lasciatogli dalla defunta compagna di Sam, Lucy (Alissa Jung). I dati al suo interno rivelano che Lou era in realtà la figlia biologica di Sam. Lucy aveva fatto credere a Sam di essere rimasta incinta da un altro uomo al fine di impedire che la figlia, in quanto prole di un "riemerso", fosse utilizzata dalla Bridges come cavia. Neil era un contrabbandiere che aveva introdotto clandestinamente dal Messico numerose donne incinte in morte cerebrale, utilizzate dalla Bridges come cavie per la creazione dei BB. Lui e Lucy avevano un legame speciale in quanto da bambini condivisero un evento traumatico. Per questo motivo, Neil decise di aiutare la donna a fuggire dalla Bridges. Il tentativo di fuga fallì e sia Neil che Lucy, ancora incinta, rimasero uccisi. Il feto di Lucy fu estratto dal corpo esanime della donna diventando il primo BB ma, per ragioni sconosciute, fu riposto segretamente in un deposito finché non venne ritrovato da Sam. In seguito a queste rivelazioni, Fragile decide di confessare a Sam che la sua capsula BB è rimasta vuoto per tutta la durata della spedizione e che Lou non è mai stata al suo interno, nemmeno sottoforma di CA. I membri dell'equipaggio hanno assecondato le allucinazioni di Sam per permettergli di elaborare il dolore della perdita e riprendersi gradualmente.
Arrivati quasi al termine del viaggio, l'ultimo hub necessario per il completamento della rete chirale australiana viene preso d'assalto da Higgs. Sam, con il supporto della DHV Magellan, si fa strada attraverso le armate robotiche di Higgs riuscendo a collegare il nodo e completando la rete chirale australiana. Dopo l'attivazione della rete, compare il Presidente che tradisce la Drawbridge rivelando di essere un'entità formata dall'amalgama di quattromila anime di umani deceduti a causa di una "voragine" e rimaste fuse ai sistemi dell'APAC. Il Presidente spiega che intende utilizzare la rete chirale per segregare forzatamente tutti gli umani nelle loro Spiagge così da annullare completamente il rischio del contatto con le CA e, di conseguenza, di ulteriori voragini salvando l'umanità dall'estinzione. L'entità aggiunge di aver salvato Higgs dal suo confino e di avergli fornito i mecha spettri in modo da generare una minaccia che avrebbe costretto l'Australia ad adottare la rete chirale per proteggersi. Proprio quando tutto sembra spacciato, Charlie rivela di essere Die-Hardman (Tommie Earl-Jenkins) e spiega di essere da tempo a conoscenza dei piani del Presidente e di aver segretamente riprogrammato la rete chirale tramite il "Q-Pid" di Sam in modo che l'APAS potesse all'evenienza essere disconnesso dalla rete, eliminando la sua minaccia per l'umanità.
Nonostante la sconfitta del Presidente, Higgs ricompare e cattura Tomorrow rivelando che la ragazza e Sam condividono gli stessi geni, implicando quindi che sia sua figlia. Higgs dichiara inoltre che la ragazza è una nuova "Entità Estintiva" e vuole usarla per scatenare il "Last Stranding" e cancellare l'intera umanità. Sam e l'equipaggio della DHV Magellan inseguono Higgs, rifugiatosi sulla spiaggia contenente l'APAS. Dopo un intenso scontro, Sam riesce a sconfiggere Higgs, che viene infine ucciso da una versione gigante di Lou, e a salvare Tomorrow. Tornato sulla nave, Sam scopre che durante la battaglia Fragile è morta. Si scopre che la donna in realtà era già morta da tempo, per la precisione da quando aveva tentato di salvare Lou durante l'attacco di Higgs al rifugio di Sam. Nel tentativo di portare in salvo Lou teletrasportandosi verso una Spiaggia, Fragile era stata colpita mortalmente mentre si trovava nello spazio tra il mondo dei vivi e quello dei morti. Ciò le ha consentito di rimanere temporaneamente in vita nonostante la sua anima appartenesse già all'aldilà. Durante il viaggio di ritorno dalla Spiaggia dell'APAS, Sam visualizza alcuni ricordi appartenenti a Neil e scopre che Fragile era effettivamente riuscita a portare in salvo Lou, lasciandola sulla spiaggia di Neil dove la bambina è cresciuta a ritmi accelerati rispetto a quelli del mondo dei vivi. Dopo aver recuperato tutti i suoi ricordi, Tomorrow, ovvero Louise, e Sam possono finalmente ricongiungersi come padre e figlia.
Una scena dopo i titoli di coda mostra Lou dopo qualche anno. Anche lei è diventata un corriere come suo padre e si prepara a varcare un geo-varco verso territori sconosciuti.

## Modalità di gioco

Schermata di gioco in tempo reale

Death Stranding 2: On the Beach è un'avventura dinamica in terza persona. Il fulcro principale del gioco sono le consegne affrontate dal protagonista Sam, controllato dal giocatore, attraverso un open world completamente esplorabile. Queste ultime possono essere effettuate a piedi o con l'ausilio di veicoli e prevedono una pianificazione del percorso da parte del giocatore. Durante il viaggio il giocatore deve gestire il bilanciamento del peso dei vari carichi da consegnare e affrontare eventi atmosferici come terremoti e tempeste di sabbia.
Il gioco ha anche una forte componente action, che vede Sam affrontare nemici umani e le CA, che possono essere affrontate direttamente o in maniera stealth tramite l'ausilio di un esteso arsenale di armi e gadget per il combattimento. Il gioco presenta un ciclo giorno notte che influenza il comportamento dei nemici e un albero delle abilità dinamico suddiviso in tre categorie.

## Colonna sonora
La colonna sonora originale del gioco è stata composta in parte da Ludvig Forssell, già compositore delle musiche del primo Death Stranding, e in parte da Woodkid, di cui due brani erano stati inseriti nella versione Director's Cut del capitolo precedente. In particolare, Woodkid ha composto la colonna sonora negli studi di Kojima Productions a stretto contatto con il team di sviluppo, per una durata di circa tre anni. Questo approccio è stato necessario per permettere all'artista di realizzare della musica procedurale implementata nel motore di gioco, che si sviluppa a seconda delle azioni del giocatore. Una raccolta dei brani realizzati da Woodkid, riarrangiati per l'occasione nella forma canzone, è stata distribuita contestualmente al lancio del gioco con il titolo Woodkid for Death Stranding 2: On the Beach. Il lavoro di Forssel è invece stato raccolto nell'album Death Stranding 2: On the Beach (Original Video Game Score).
On the Beach contiene anche una selezione di brani pop che possono essere ascoltati durante i viaggi di Sam di artisti come Low Roar, Caroline Polachek, Daichi Miura, Grimm Grimm, Magnolian, Hania Rani e molti altri. Una compilation di questi brani, intitolata Death Stranding 2: On the Beach (Songs from the Videogame), è prevista per la pubblicazione.

## Sviluppo
Kojima ha cominciato a scrivere una sceneggiatura per il gioco prima del 2020, per poi decidere di riscriverla da zero, riflettendo sulle conseguenze della pandemia di COVID-19 sulla popolazione mondiale. Circa a metà dello sviluppo, Kojima ha deciso di rivedere nuovamente la sceneggiatura con il fine di rendere il gioco più divisivo, dopo aver effettuato dei test interni a detta sua «troppo positivi». Il 9 maggio 2025 è stato annunciato il termine dello sviluppo.

## Cast e doppiaggio
- Sam Porter Bridges, interpretato da Norman Reedus, doppiato da Andrea Lavagnino.
- Fragile, interpretata da Léa Seydoux, doppiata da Domitilla D'Amico.
- Higgs Monaghan, interpretato da Troy Baker, doppiato da Alessandro Budroni.
- Tomorrow, intepretata da Elle Fanning, doppiata da Emanuela Ionica.
- Il Presidente, interpretato da Alastair Duncan, doppiato da Ambrogio Colombo.
- Dollman, interpretato da Fatih Akın (modello) e da Jonathan Roumie (performance capture e doppiaggio inglese), doppiato in italiano da Nanni Baldini.
- Tarman, interpretato da George Miller (modello) e da Marty Rhone (performance capture e doppiaggio inglese), doppiato in italiano da Antonio Palumbo.
- Neil Vana, interpretato e doppiato da Luca Marinelli.
- Lucy, interpretata da Alissa Jung, doppiata da Valentina Stredini.
- Heartman, interpretato da Nicolas Winding Refn (modello) e da Darren Jacobs (performance capture e doppiaggio inglese), doppiato in italiano da Massimiliano Alto.
- Deadman, interpretato da Guillermo del Toro (modello) e da Jesse Corti (performance capture e doppiaggio inglese), doppiato in italiano da Luca Dal Fabbro.
- Rainy, interpretata da Shioli Kutsuna, doppiata da Sara Labidi.
- Die-Hardman, interpretato da Tommie Earl Jenkins, doppiato da Stefano Alessandroni.
- La Dottoressa (Doctor), interpretata da Debra Wilson, doppiata da Patrizia Burul

## Promozione

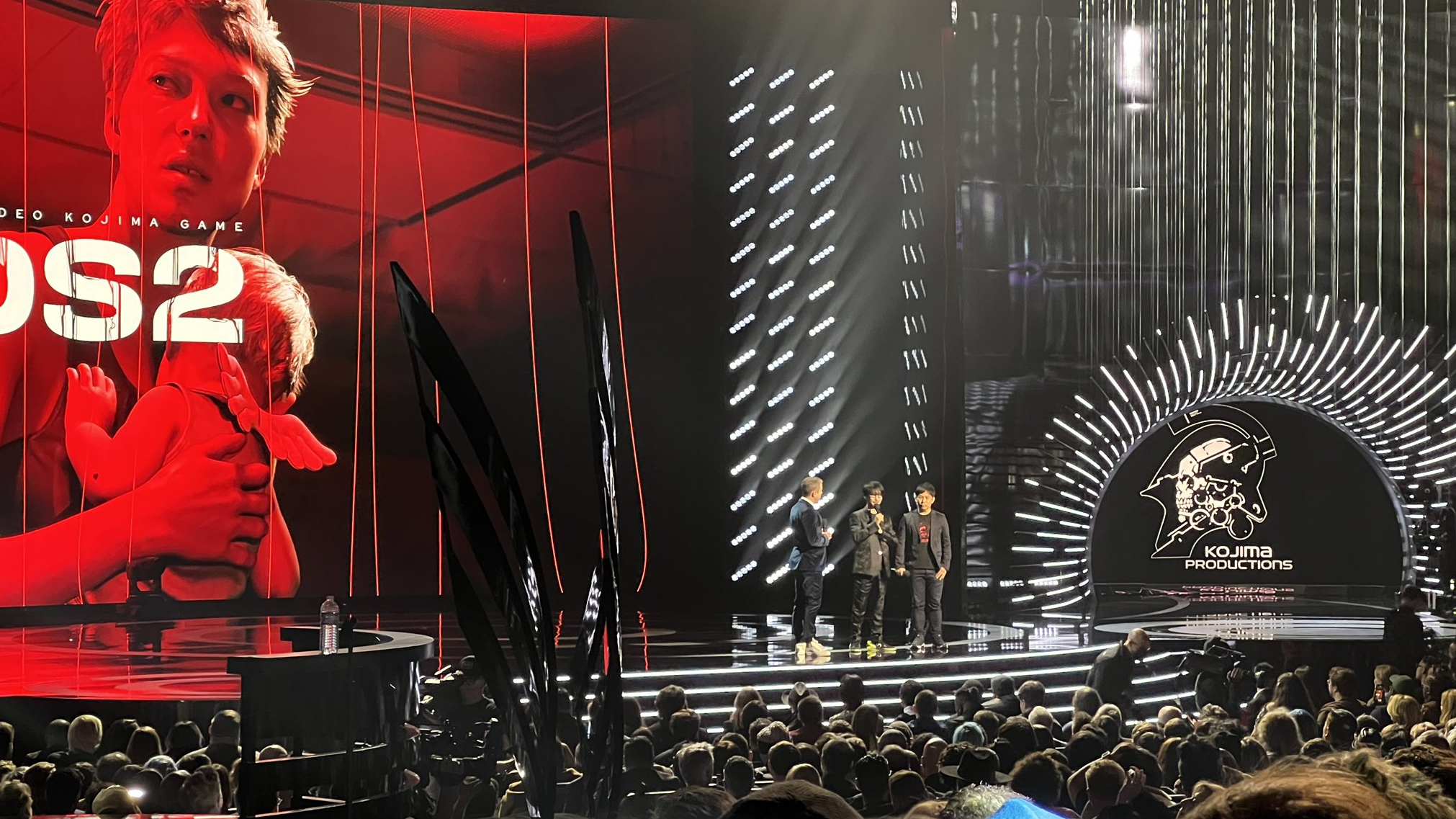
Hideo Kojima presenta per la prima volta il gioco ai The Game Awards 2022

Durante un'intervista nel maggio 2022, Norman Reedus, attore protagonista di Death Stranding, ha confermato per errore l'esistenza del progetto, evento che ha scatenato una serie di tweet ironici da parte di Kojima sull'accaduto. Successivamente, in occasione degli annuali The Game Awards, l'8 dicembre il gioco è stato annunciato con il titolo di lavorazione DS2. L'annuncio è stato preceduto da una serie di post sui social network di Kojima raffiguranti gli attori che hanno preso parte al cast, tra cui Elle Fanning e Shioli Kutsuna.
Il 31 gennaio 2024, in occasione di uno State of Play, il gioco è stato nuovamente mostrato con un trailer esteso raffigurante nuovi membri del cast (George Miller e Fatih Akın) e sezioni di gioco. Successivamente, al South by Southwest di marzo 2025 è stato dedicato un panel al gioco dove Kojima ha presentato un trailer della durata di dieci minuti nel quale sono stati presentati gli ultimi membri del cast (Alastair Duncan, Alissa Jung, Debra Wilson e Luca Marinelli) e annunciata la data di uscita per il 26 giugno 2025.
Death Stranding 2: On the Beach è stato stato pubblicato su PlayStation 5 il 26 giugno 2025 e in accesso anticipato due giorni prima per i possessori dell'edizione deluxe digitale e Collector's Edition.

## Accoglienza
Death Stranding 2: On the Beach ha ricevuto un'«acclamazione universale» secondo il sito web aggregatore di recensioni Metacritic, dove ha ottenuto un voto di 89 su 100 basato su 141 recensioni superando il primo capitolo che si era fermato a 82 su 100 (85 su 100 per la versione Director's Cut uscita su PC, PS5 e XBOX Series X/S).
Nella settimana del lancio ha debuttato al primo posto in classifica nel Regno Unito. Secondo Ampere Analysis e The Gaming Business Death Stranding 2: On the Beach ha venduto 1,4 milioni di copie al 30 giugno 2025 con una prevalenza di edizioni digitali.